# Alexander Jewgenjewitsch Porai-Koschiz
Alexander Jewgenjewitsch Porai-Koschiz (russisch Александр Евгеньевич Порай-Кошиц; * 26. Septemberjul. / 8. Oktober 1877greg. in Kasan; † 17. April 1949 in Leningrad) war ein russischer Chemiker und Hochschullehrer.

## Leben
Porai-Koschiz wuchs in Saratow auf und schloss das klassische Gymnasium 1895 mit einer Goldmedaille ab. 1896 begann er das Studium am St. Petersburger Technologie-Institut. Während des dritten Kurses hörte er in der chemischen Fakultät Vorlesungen von A. A. Jakowkin und A. K. Krupski. Für seine wissenschaftliche Arbeit schlug ihm A. J. Faworski, Schüler A. M. Butlerows, ein Thema der Organischen Chemie vor. Wegen Beteiligung an den studentischen Unruhen 1902 schloss das Technologie-Institut Porai-Koschiz vom weiteren Studium aus, so dass er nun an der Universität Basel sein Studium fortsetzte. Innerhalb eines Jahres konnte er in das St. Petersburger Technologie-Institut zurückkehren und 1903 dort sein Studium als Technologie-Ingenieur für Farbstoffe und Fasermaterialien abschließen. Darauf erhielt er zur Weiterbildung ein Auslandsstipendium, mit dem er wieder an die Universität Basel ging. Dort arbeitete er bis Ende 1904 und wurde mit seiner Dissertation über spezielle organische Farbstoffe zum Dr. phil. promoviert. Darauf arbeitete er in den Laboratorien von Farbstoffwerken und besuchte viele Fabriken in Deutschland, Belgien, Frankreich und der Schweiz.
1905 kehrte Porai-Koschiz ins St. Petersburger Technologie-Institut zurück. Er wurde Laborant im Laboratorium für Organische Chemie und hielt eine Vorlesung über Pigmente. 1910 entwickelte er eine Oszillator-Theorie zur Erklärung der Farben von Farbstoffen. 1911 wurde er Leiter des Farbstofflaboratoriums, hielt Vorlesungen über chemische Technologie der Fasermaterialien und leitete den Lehrstuhl für organische Farbstoffe und phototrope Verbindungen (bis zu seinem Tode). 1913 wurde er Adjunkt-Professor und 1917 Professor für Chemie und Technologie der Farbstoffe und Fasermaterialien. Während des Ersten Weltkrieges wurden chemische Aufträge fürs Militär übernommen.
An Porai-Koschizs Lehrstuhl wurden nach der Oktoberrevolution viele neue Forschungsgebiete bearbeitet, so Hochtemperaturfotolacke für Mikroelektronik, Monomere für wärmebeständige Polymerfasern, spezielle lichtempfindliche Kamerafilter für Raumfahrt und Fernsehen und Methoden zur Farbstabilisierung von Bernstein im Hinblick auf den Aufbau des Bernsteinzimmers des Katharinenpalastes in Zarskoje Selo.
Auf Porai-Koschizs Initiative wurde ein Leningrader Filialinstitut für organische Vorprodukte und Farbstoffe gegründet, das bald ein eigenständiges Forschungsinstitut für Probleme der Anilinfarbstoffindustrie wurde. 1931 wurde er Korrespondierendes Mitglied der Akademie der Wissenschaften der UdSSR (AN-SSSR) und 1935 Wirkliches Mitglied.
Während des Deutsch-Sowjetischen Krieges wurde Porai-Koschiz mit dem Leningrader Technologie-Institut und der AN-SSSR nach Kasan evakuiert. Dort unterstützte er die Entwicklung der chemischen Industrie in den östlichen Landesteilen. 1943 erhielt er den Stalin-Preis. Einen Teil des Preisgeldes stiftete er der Roten Armee für den Kauf von Waffen. 1943 schrieb er auch einen Verteidigungsbrief an den Abgeordneten im Obersten Sowjet der UdSSR und Vizepräsidenten der AN-SSSR A. A. Baikow für den verhafteten Kollegen W. I. Kamernizki. Er war aktiv in der Allrussischen Mendelejew-Chemiegesellschaft, die ihn zum Ehrenmitglied und Vizepräsidenten wählte. Er war Gründungsherausgeber der Arbeiten des Technologie-Instituts, Mitherausgeber der Uspechi Chemiji und Hauptherausgeber der russischen Zeitschrift für angewandte Chemie.
Porai-Koschiz war verheiratet mit Tatjana Iwanowna geb. Umnowa und hatte drei Söhne, die Chemiker Boris (1909–1968) und Jewgeni und den Kristallografen Michail. Auf Beschluss des Ministerrats der UdSSR erhielt 1950 das Rubischner Polytechnische Kolleg den Namen  Porai-Koschizs.

## Ehrungen
- Stalinpreis (1943)
- Ehrenzeichen der Sowjetunion (1944)
- Orden des Roten Banners der Arbeit (1944, 1948)
- Leninorden (1945)
- Verdienter Wissenschaftler der RSFSR (1947)
- Verdienter Wissenschaftler der Tatarischen ASSR
- III. Mendelejew-Vorlesung (1948, Zur Theorie der Färbung)